# Gnorimosphaeroma kurilense
Gnorimosphaeroma kurilense är en kräftdjursart som beskrevs av Oleg Grigor'evich Kussakin 1974. Gnorimosphaeroma kurilense ingår i släktet Gnorimosphaeroma och familjen klotkräftor. Inga underarter finns listade i Catalogue of Life.